# Great Falls Park
Le Great Falls Park est un parc du National Park Service (NPS) situé dans l'État de Virginie, aux États-Unis. Le parc s'étend sur une surface de 3.65 km2, le long des rives du Potomac.